# Опушки
Опу́шки (до 1948 року — Толбан, крим. Tolban) — село (до 2009 року — селище) в Україні, у Сімферопольському районі Автономної Республіки Крим.